# 小林恒夫
小林 恒夫（こばやし つねお、1911年9月19日 - 1991年12月6日）は、日本の映画監督・脚本家。東京都京橋出身。東映で現代劇をメインに撮っていた。

## 来歴
- 1934年、日本大学芸術科を卒業。宝塚歌劇団のレビュー台本公募で入選、上演される[1][2][3]。
- 1935年、前年の公募入選がきっかけとなり、同じ東宝系列の東京発声映画製作所演出部に入社して豊田四郎に師事。『若い人』(1937年)、『小島の春』（1940年）のスタッフとして参加する[1]。
- 1939年、招集を受け従軍[3]。
- 1941、復員し、東京発声映画製作所演出部に復帰する[2][3]。
- 1942年、同社が東宝と合併して以降、戦中戦後を通じて、東宝の巨匠たちや新人時代の黒澤明のチーフ助監督(監督補佐/二班監督)を務める。
- 1947年4月27日、結婚。後、一女を授かる[2][3]。
- 1951年、16年間勤めた東京発声→東宝を以前一緒に仕事をしていたプロデューサー松崎啓次に誘われて東横映画に移籍後、ほどなく東映に改組。
- 1952年、『人生劇場（第一部1952年-第二部1953年）』（佐分利信監督）の助監督を務める[2]。
- 1953年、『続魚河岸の石松』(小石栄一と共同監督)で監督昇進[1][2]。
- 1955年、『第6回ブルーリボン新人監督賞』受賞[2]。 ※対象作品『終電車の死美人』『暴力街」
- 1956年、映画版『少年探偵団』シリーズを初演出する[2]。
- 1958年、『点と線』が大ヒットする。映画版『月光仮面シリーズ』を初演出する[2]。
- 1965年、テレビ映画の演出を開始する[2]。

その後、テレビドラマ、PR映画の演出を手がける。
テレビ映画では主に東映と古巣の東宝(系列会社宝塚映画も含む)製作作品の演出を多く手がけた。当時東宝の子会社だった円谷プロ作品にも参加する。特に『マイティジャック』でパイロット版を本放送版へ補強する仕事から入り、事実上のメイン監督を務めた。
- 1991年12月6日に逝去、80歳没[3]。

## 作風
監督昇進が41歳と遅かったものの、『点と線』における無駄をなるべく排し、テンポの良い時間経過と万人に理解しやすい物語の展開と切り口が持ち味であり、巧みな演出でリアリズム重視の独特の重厚さと緊迫感を与える作風であった。
中でもスリラー+サスペンスドラマに定評があり、東映現代劇の若手スターだった高倉健、南原宏治、今井健二らの最初期作を数多く演出。またその手法は、東映東京撮影所でデビューした深作欣二や降旗康男ほか同社の後進監督たちに多大な影響を与え、それまでの東映になかったタイプのスタイリッシュなシティサスペンスの礎を築いた。
また、大半の劇場映画を東映東京撮影所から発表。時代劇はほとんど手掛けず（テレビ映画は除く）、現代劇の演出作品が主流であった。
大学の同級生であった脚本家の猪俣勝人はその著書『日本映画作家全史 下巻』の中で『今日、東映のアクションものといえば、“仁義なき戦い”の系列か、いっとき前の高倉健の任侠ものがすぐ浮かぶが、その源流をなしたのはこの人のリアリズム・アクション路線の作品群ではなかったろうか。もしもこの人が東宝か松竹にでもいたら、日本映画第一級の監督になっていたのではないだろうか。たまたま、東映の前身、東横映画に身を置いたばかりに、ついに中途半端なアクション監督の座に縛りつけられてしまったような気がする…（略）』とその手腕を惜しみ、今後の活動（1970年代後期当時）に期待を寄せ、賛辞と鼓舞を込めてしたためていた。

## 作品

### 映画
- 素晴らしき日曜日（1947年）東宝 ※演出補佐
- 酔いどれ天使（1948年）東宝 ※演出補佐
- 続魚河岸の石松（1953年）東映 ※小石栄一と共同監督、監督昇進第一回作品
- 続々魚河岸の石松 （1953年）東映
- 孝子五郎正宗（1954年）
- 続々魚河岸の石松 大阪罷り通る（1954年）
- 少年姿三四郎 第一部山岳の決闘　第二部大川端の決闘（1954年）
- 学生五人男シリーズ・第一部 幽霊軍隊（1954年）
- 学生五人男シリーズ・第二部 迷探偵出動（1954年）[5]
- 終電車の死美人（1955年）
- 暴力街（1955）（1955年）東映
- 多羅尾伴内 戦慄の七仮面（1956年）※松田定次と共同監督
- げんこつ社員 1956年
- 三つ首塔（1956年）東映 ※小沢茂弘と共同監督
- 宝島遠征（1956年）
- 野郎ども 表へ出ろ（1956年）
- 少年探偵団 妖怪博士 二十面相の悪魔 二部作（1956年）
- 恐怖の空中殺人（1956年）
- 地獄岬の復讐（1957年）
- 殺人者を逃すな（1957年）
- 青い海原（1957年）
- ジェット機出動 第101航空基地（1957年）東映
- 少年探偵団 透明怪人（1958年）
- 少年探偵団 首なし男（1958年）
- 月光仮面（1958年）東映
- 点と線（1958年）
- 母と娘の瞳（1959年）
- 疑惑の夜（1959年）
- 高度7000米 恐怖の四時間（1959年）東映
- 億万長者（1960）（1960年）東映
- 天下の快男児 万年太郎（1960年）東映
- おれたちの真昼（1960年）東映
- 天下の快男児 突進太郎（1960年）東映
- 不良少女(1960)（1960年）東映
- 若い涙を吹きとばせ（1961年）東映
- 金も命もいらないぜ（1961年）ニュー東映
- 万年太郎と姐御社員（1961年）ニュー東映
- 二・二六事件 脱出（1962年）東映
- 八月十五日の動乱（1962年）東映
- 第八空挺部隊 壮烈鬼隊長（1963年）東映
- 暴力街（1963）（1963年）東映
- パレンバン奇襲作戦（1963年）東映
- 銃殺（1964年）東映
- 竜虎一代（1964年）東映
- 怪談片目の男（1965年）東映
- 陸軍諜報33（1968年）東映

### テレビ
- スパイキャッチャーJ3（1965年-1966年）
- 丸出だめ夫（1966年-1967年）※パイロット担当
- 悪魔くん（1966年-1967年）※パイロット担当
- 刑事さん 第1シリーズ（1967年）
- 忍者ハットリくん ＋忍者怪獣ジッポウ（1967年-1968年）
- 刑事さん 第2シリーズ（1968年）
- マイティジャック（1968年）
- 東京警備指令 ザ・ガードマン（1968年）
- キイハンター（1968年）
- 怪奇大作戦（1968年）
- 鬼平犯科帳（1969年）※松本幸四郎版
- 笑ってよいしょ（1969年）
- プロファイター（1969年）※パイロット担当
- プレイガール（1969年）
- 柔道一直線（1969年-1971年）※パイロット担当
- ブラックチェンバー（1969年）
- 花と狼（1969年）
- ゴールドアイ（1970年）

### その他
- 花の進軍（1951年）東映 - 構成